# 三分甜
《三分甜》（英語："Triple Sweetness"）是香港女子偶像組合Lolly Talk的第二首單曲，也是該組合的第一首派台歌曲，於2022年7月11日發行。

## 製作
《三分甜》是首時長3分53秒，每分鐘182拍的C大調粵語流行舞曲。該作以青春校園為主題，歌曲由Lolly Talk及晚安莉莉成員吳倩怡自行作曲，並由香港藝術家雷暐樂填詞，由獨立樂團晚安莉莉的成員編曲及監製。

## 歌曲
根據音樂錄影帶的片尾鳴謝，該曲的主要拍攝地點位於大埔羅定邦中學。根據映畫製作社SP的製作花絮，該曲的另一拍攝地點位於彭福公園。
該曲是Lolly Talk首支派台作品，歌詞透過一群女孩中學即將畢業的故事背景，勉勵歌迷生活雖艱苦，但仍有值得細味的地方。
2022年7月12日，在歌曲派台24小時後，該曲在YouTube的觀看次數已達15萬，《am730》評價為「成績不俗」。
該曲憑藉其熱血輕快的日系搖滾曲風以及青春校園主題，廣受年輕樂迷歡迎，更成為多個中學歌唱比賽及才藝表演的熱門歌曲。

## 派台最高成績

### 叱咤903專業推介 走勢
| 周次     | 第30周  |
| 放榜日期 | 7月23日 |
| -------- | ------- |
| 榜上位置 | 15      |

### 香港電台第二台 中文歌曲龍虎榜 走勢
| 周次     | 第30周  | 第31周  | 第32周 | 第33周  | 第34周  |
| 放榜日期 | 7月23日 | 7月30日 | 8月6日 | 8月13日 | 8月20日 |
| -------- | ------- | ------- | ------ | ------- | ------- |
| 榜上位置 | 16      | 9       | 10     | 2       | 5       |

### 新城知訊台 勁爆本地榜 走勢
| 周次     | 第33周  | 第34周  |
| 放榜日期 | 8月13日 | 8月20日 |
| -------- | ------- | ------- |
| 榜上位置 | 20      | 5       |

### 各大流行榜最高位置
| 週榜單（2022年） | 最高名次 |
| ---------------- | -------- |
| 903專業推介      | 15       |
| 中文歌曲龍虎榜   | 2        |
| 新城勁爆流行榜   | 5        |

## 其他翻唱版本
除了多位知名人士曾於網上或社交平台翻唱歌曲外，也有歌手於公開場合表演，包括呂爵安、韓國女子團體STAYC及日本女子團體NiziU等。

## 外部連結
- YouTube上的三分甜MV （页面存档备份，存于）